# Julien Drèze
Mathieu Julien Drèze (Dalhem, 15 oktober 1867 - Weerst, 24 januari 1928) was een Belgisch volksvertegenwoordiger.

## Levensloop
Drèze promoveerde tot doctor in de rechten en werd advocaat.
Hij ging wonen in Warsage, waar hij gemeenteraadslid en schepen werd. Hij werd ook provincieraadslid (1893-1919).
In 1919 werd hij verkozen tot liberaal volksvertegenwoordiger voor het arrondissement Luik, mandaat dat hij uitoefende tot in 1921.
Hij was afgevaardigde van Luik in de Assemblée wallonne (1912-1914 en 1919-1923) en was lid van de Action Wallonne voor het arrondissement Verviers.
Hij was ook lid van de Internationale Liga voor het Recht van de Volkeren.
Hij was een van de vijftien ondertekenaars van het manifest gepubliceerd door de Luikse afdeling van de Assemblée wallonne in december 1918. Hierin werden een aantal Waalse grieven opgesomd:
- een nieuwe regering werd gevormd nog voor gans het land bevrijd was;
- in die regering van twaalf leden waren er negen uit Vlaanderen en slechts drie uit Wallonië, die dan nog niet tot de verdedigers van de Walen konden gerekend worden;
- de regering beloofde de stichting van een Nederlandstalige universiteit in Gent;
- de regering aanvaardde het principe van de tweetaligheid en beloofde die aan het hele land op te leggen.